# Papucho y Su Manana Club
Papucho y Su Manana Club est un groupe de timba cubain, dirigé par le bassiste-violoniste et auteur-compositeur cubain, Pedro Lázaro Ordóñez Padrón (alias "Papucho"), composé de 14 musiciens qui ont enregistré plusieurs albums à succès.
À à peine 6/7 ans "Papucho" entre à l'école de musique Manuel Saumell à La Havane et se spécialiste dans le violon, instrument que jouait son grand père Lazaro Jesús Ordóñez au sein de groupes de musique dont Fajardo y sus estrellas aux côtés d'Enrique Jorrín, l'Orquesta Revé, Frank Emilio y sus amigos, Pancho el Bravo,, etc.
Lors de son service civil, Papucho enseigne le violon à l'école de musique Ernesto Lecuona à Sancti Spíritus.
Il forme d'abord un petit groupe de jazz, mais le directeur de l'école souhait voir tous les jeunes professeurs de l'école lors du gala de fin d'année, et Papucho va former le groupe de timba Manana Club pour l'occasion qui se produira donc lors du gala le 4 avril 2008.
"Manana" est un terme yoruba utilisé entre rumberos et musiciens cubains pour désigner un sentiment profond qui vient directement du cœur,.
Leidy García Gonzáles, l'épouse de Papucho, devient chanteuse du groupe dès 2010 aux côtés des autres chanteurs.
Le groupe a entamé plusieurs tournées internationales vers des pays comme la Colombie, le Venezuela, le Pérou et même la France à l'occasion du Festival International Cubano à Orange.

## Membres
- Pedro Lázaro "Papucho" : Basse, violon, direction d'orchestre[7],[1]
- Ricardo Rivalta Ramsay, Abner Kindelan et Keny Wiliam  ("Richardson"), chanteurs
- Leidy García Gonzáles, chanteuse (depuis 2010)
- Jersson Stuart Lopez (Piano),
- Aidan Vergara (Batterie-Timbal)
- Yuniel Lopez Torralbas ("Tumbadoras" (Congas)),
- Vladimir de Lara Lias. (Percussions mineures)
- Yoel Perez Barbería et Ángel Fidel Fresneda (Trompettes)
- Yasiel Mendoza et Mario Colarte (Trombones)

## Discographie
- En Venta (single, 2023)
- Historia De Amor (ft. Paky Madarena) (single, 2023)
- La princesa de la Timba (single 2024)
- Locura Sin Frenos (CIT Tiene Bomba) ft. Los DJs Timberos (single 2024 pour le festival Cuba In Tunisia)
- Porque me da la gana (2025)

## Liens
- Ressource relative à la musique :   - MusicBrainz
- Site officiel
- Manana Club sur l'encyclopédie collaborative cubaine EcuRed.